# Semiothisa burneyata
Semiothisa burneyata är en fjärilsart som beskrevs av Mcdunnough 1939. Semiothisa burneyata ingår i släktet Semiothisa och familjen mätare. Inga underarter finns listade i Catalogue of Life.